# Constanze Przemysłówna

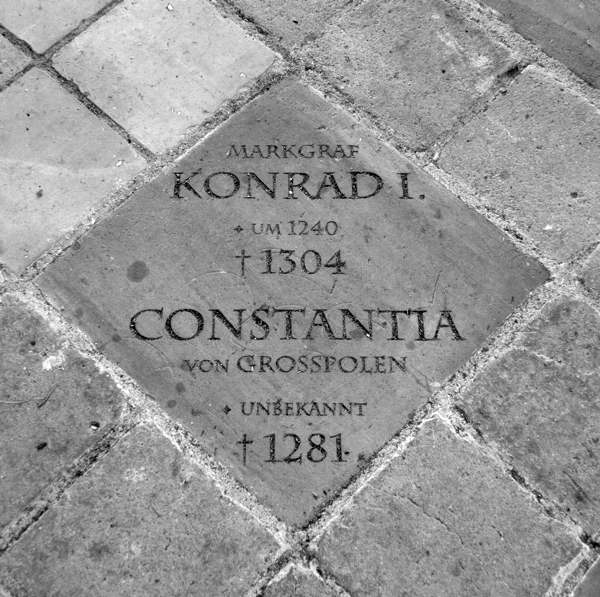
Gedenkstein im Kloster Chorin

Constanze Przemysłówna (* um 1245; † 10. Oktober 1281) war eine polnische Prinzessin und Ehefrau von Konrad I. von Brandenburg. Sie entstammte dem Adelsgeschlecht der großpolnischen Piasten und heiratete ins Geschlecht der Askanier.

## Leben
Constanze war eine Tochter von Herzog Przemysł I. von Großpolen († 1257) und Elisabeth von Breslau, der Tochter des polnisch-schlesischen Herzogs Heinrich II. Sie hatte drei jüngere Schwestern, Eufrosina Przemysłówna und die Zwillinge Anna Przemysłówna und Eufemia Przemysłówna, die alle Nonnen wurden. Ihr Bruder war der polnische König Przemysł II. Nach dem Tod ihrer Eltern kam sie in die Obhut ihres Onkels Bolesław des Frommen. Constanze genoss eine streng religiöse Erziehung, ihre Mutter war zeitweise im Kloster Trebnitz, das von ihrer Großmutter, der Heiligen Hedwig von Andechs, gestiftet worden war. Ihre Tante war die Selige Jolenta Helena, die Frau von Bolesław dem Frommen. Constanze wurde bereits 1255 mit Konrad verlobt. Mit der Bulle vom gleichen Jahr erteilte Papst Alexander IV. den hierzu notwendigen Dispens, da die Verlobten über Mieszko III. verwandt waren. Die Ehe wurde 1260 in Santok geschlossen. Das Verlöbnis und die Ehe sollten den Konflikt zwischen dem Herzogtum Großpolen und der Markgrafschaft Brandenburg beilegen. Diese Hoffnung erfüllte sich nicht und es kam 1265 erneut zum Konflikt zwischen den beiden Herzogtümern, der bis 1278 andauerte. Sie wurde neben ihrem Ehemann im Kloster Chorin beigesetzt.

## Ehe und Familie
Zusammen mit ihrem Ehemann hatte sie drei Kinder:
- Johann IV. von Brandenburg
- Otto VII. (Tempelritter)
- Waldemar von Brandenburg